# چورویلا
چورویلا (به گرجی: ჭორვილა) یکی از روستاهای گرجستان است که در استان ایمرتی واقع شده است.
چورویلا زادگاه ثروتمندترین فرد گرجستان و سومین سیاست‌مدار ثروتمند جهان بیدزینا ایوانیشویلی است.

## اهالی سرشناس روستا
- بیدزینا ایوانیشویلی